# FA Charity Shield 1948
Lo FA Charity Shield 1948, noto in italiano anche come Supercoppa d'Inghilterra 1948, è stata la 26ª edizione della Supercoppa d'Inghilterra.
Si è svolto il 6 ottobre 1948, a 10 anni di distanza dalla precedente edizione, all'Arsenal Stadium di Londra tra l'Arsenal, vincitore della First Division 1947-1948, e il Manchester United, vincitore della FA Cup 1947-1948.
A conquistare il titolo è stato l'Arsenal che ha vinto per 4-3 con reti di Reg Lewis (doppietta), Bryn Jones e Ronnie Rooke.

## Partecipanti
| Squadre        | Qualificazione                           | Partecipazioni precedenti (il grassetto indica la vittoria) |
| -------------- | ---------------------------------------- | ----------------------------------------------------------- |
| Arsenal        | Vincitore della First Division 1947-1948 | 7 (1930, 1931, 1933, 1934, 1935, 1936, 1938)                |
| Manchester Utd | Vincitore della FA Cup 1947-1948         | 2 (1908, 1911)                                              |

## Tabellino
| Londra 6 ottobre 1948                                                                 | Arsenal   | 4 – 3 referto             | Manchester United | Arsenal Stadium (31.000 spett.) |
| \| \| \| \| \| Lewis Bryn Jones Rooke \| Marcatori \| Rowley Burke (aut.) Smith[1] \| |           |                           |                   |                                 |
|                                                                                       |           |                           |                   |                                 |
| Lewis Bryn Jones Rooke                                                                | Marcatori | Rowley Burke (aut.) Smith |                   |                                 |

| Arsenal | Manchester United |

### Formazioni
| Arsenal:      |    |                 |
|               |    |                 |
| P             | 1  | George Swindin  |
| D             | 2  | Walley Barnes   |
| D             | 3  | Lionel Smith    |
| C             | 4  | Archie Macaulay |
| C             | 5  | Leslie Compton  |
| C             | 6  | Joe Mercer      |
| A             | 7  | Don Roper       |
| A             | 8  | Jimmy Logie     |
| A             | 9  | Reg Lewis       |
| A             | 10 | Ronnie Rooke    |
| A             | 11 | Bryn Jones      |
| Allenatore:   |    |                 |
| Tom Whittaker |    |                 |

| Manchester Utd: |    |                 |
|                 |    |                 |
| P               | 1  | Jack Crompton   |
| D               | 2  | Johnny Carey    |
| D               | 3  | John Aston      |
| C               | 4  | John Anderson   |
| C               | 5  | Allenby Chilton |
| C               | 6  | Jack Warner     |
| A               | 7  | Jimmy Delaney   |
| A               | 8  | Johnny Morris   |
| A               | 9  | Ronnie Burke    |
| A               | 10 | Jack Rowley     |
| A               | 11 | Charlie Mitten  |
| Allenatore:     |    |                 |
| Matt Busby      |    |                 |